# Rob Heaps
Rob Heaps (Claro, 11 luglio 1984) è un attore britannico.

## Biografia
Nato a Claro, è cresciuto a York, in Inghilterra. Ha frequentato l'accademia d'arte drammatica di San Pietroburgo.

## Carriera
È conosciuto per avere interpretato Ezra Bloom, protagonista della serie Imposters.
Nel 2025 ha interpretato Tomas Bala nella serie TV The Night Agent.

## FIlmografia parziale

### Televisione
- Law & Order: UK - serie TV, episodio 6x06 (2011)
- Home Fires - serie TV, 6 episodi (2016)
- Imposters - serie TV, 20 episodi (2017-2018)
- Delitti in Paradiso (Death in Paradise) - serie TV, episodio 7x01 (2018)
- Prova a sfidarmi (It Was Beautiful Until it Went Too Far) - serie TV, 10 episodi (2019-2020)
- Queens of Mystery - serie TV, 2 episodi (2019)
- Good Girls - serie TV, 11 episodi (2020-2021)
- Station 19 - serie TV, 14 episodi (2022-2024)
- Partner Track - serie TV, 10 episodi (2022)
- The Night Agent - serie TV, 5 episodi (2025)

## Doppiatori italiani
Nelle versioni in italiano delle opere in cui ha recitato, Rob Heaps è stato doppiato da:
- Emanuele Ruzza in Imposters, Partner Track, Station 19
- Marco Vivio in Prova a sfidarmi
- Diego Baldoin in Good Girls
- Stefano Crescentini in The Night Agent